# Sulfametoxazol/trimetoprima
Sulfametoxazol/trimetoprima (português brasileiro) ou trimetoprim (português europeu) (TMP-SMX; nomes comerciais: Bactrim, Cotrimoxazol, Diazol, Ectrin, entre outros) é um fármaco usado no tratamento de uma variedade de infeções bacterianas, fúngicas e por protozoários, que está composto por trimetoprim e sulfametoxazol (em uma relação de 1:5), dois antibióticos que são terapeuticamente sinergéticos. O fármaco possui caráter bactericida, ainda que cada um dos antibióticos que o compõe são bacteriostáticos. Seu mecanismo de ação ocorre pela inibição da biossíntese e metabolismo de folato. A droga faz parte da Lista de Medicamentos Essenciais da Organização Mundial de Saúde (OMS), uma lista das medicações mais importantes do sistema básico de saúde.

## Nomes comerciais
Pode ser encontrado com as apresentações comerciais: Bacfar, Bactrim',  Espectrin, Infectrin, Qiftrim, Septra, Sulfatrin. Cotrimoxazol é frequentemente abreviado como TMS, ou mesmo conhecido como Trimetoprim/Sulfametoxazol ou ainda por suas respetivas abreviações, ' no sistema de saúde.

## Uso clínico
A alta incidência relativa de efeitos adversos do Cotrimoxazol (ver abaixo) e a preocupação crescente pelo aumento de resistência antimicrobianas fez com que, em muitos países, seu uso fosse restringido à circunstâncias muito específicas, nas quais o seu benefício terapêutico tenha sido bem demonstrado.
O seu uso pode ser efetivo em uma variedade de infeções do trato respiratório superior e inferior, do sistema urinário e gastrointestinal (diarreia do viajante, shigelose), de pele e feridas, otite, da sepse e outras infeções causadas por micro-organismos sensíveis.
Os organismos potencialmente suscetíveis ao Cotrimoxazol são:
- Acinetobacter spp.
- Aeromonas hydrophila
- Alcaligenes xylosoxidans
- Bartonella henselae
- Bordetella pertussis (agente etiológico da coqueluche)
- Brucella spp.
- Burkholderia cepacia
- Burkholderia mallei (agente etiológico do mormo)
- Burkholderia pseudomallei (agente etiológico da melioidose)
- Chlamydia trachomatis (agente etiológico da clamídia)
- Chryseobacterium meningosepticum
- Citrobacter spp.
- Enterobacter spp.
- Escherichia coli
- Haemophilus influenzae
- Hafnia alvei
- Kingella spp.
- Klebsiella granulomatis
- Klebsiella pneumoniae
- Legionella spp. (agente etiológico da legionelose)
- Listeria monocytogenes (agente etiológico da listeriose)
- Moraxella catarrhalis
- Morganella morganii
- Mycobacterium tuberculosis (agente etiológico da tuberculose)
- Neisseria gonorrhoeae (agente etiológico da Gonorreia)
- Neisseria meningitidis (agente etiológico da doença meningocócica)
- Nocardia spp.
- Plesiomonas shigelloides
- Pneumocystis jiroveci
- Proteus mirabilis
- Proteus vulgaris
- Providencia rettgeri
- Providencia stuartii
- Salmonella typhi (agente etiológico da febre tifoide)
- Salmonella enterica
- Serratia spp.
- Shigella spp.
- Staphylococcus aureus (estafilococo dourado)
- Staphylococcus epidermidis
- Staphylococcus saprophyticus
- Stenotrophomonas maltophilia
- Streptococcus agalactiae
- Streptococcus faecalis
- Streptococcus pneumoniae
- Streptococcus pyogenes
- Streptococcus viridans
- Toxoplasma gondii (agente etiológico da toxoplasmose)
- Tropheryma whipplei (agente etiológico da doença de Whipple)
- Vibrio cholerae (agente etiológico do cólera)
- Yersinia enterocolitica
- Yersinia pestis (agente etiológico da peste bubônica)
- Yersinia pseudotuberculosis (agente etiológico da pseudotuberculose)
- Isospora belli

### Gravidez e lactância
O uso do Cotrimoxazol durante a gravidez está contraindicado, ainda que pertença à categoria C de gravidez dos Estados Unidos e Austrália. Apesar disso, estudos epidemiológicos apontaram que o uso durante o primeiro trimestre de gravidez (quando ocorre a organogênese) e mesmo 12 semanas antes da gravidez foi associado a um risco aumentado de malformações congênitas, especialmente aquelas associadas à uma deficiência de ácido fólico (provavelmente devido ao mecanismo de ação do cotrimoxazol), como espinha bífida, malformações cardiovasculares (como a anomalia de Epstein), defeitos do trato urinário, fissuras orais e pés tortos. O seu uso após o terceiro trimestre de gravidez também aumenta o risco de nascimento prematuro (odds ratio: 1.51) e baixo peso ao nascer (odds ratio: 1.67). Estudos em animais também revelaram resultados desanimadores.
O Cotrimoxazol também é excretado pelo leite materno, portanto o seu uso durante a lactância não é recomendado.

## Efeitos adversos
Comumente (>1% em frequência) 
- Febre
- Náuseas
- Diarreia
- Perda de peso
- Erupção cutânea
- Mialgia
- Prurido
- Feridas na boca
- Hiperpotassemia (altos niveis de potássio no sangue)
- Trombocitopenia (baixo nível de plaquetas no sangue)

Infrequentemente (0.1-1%)
- Dor de cabeça
- Icterícia
- Aumento de transaminases hepáticas
- Neurite periférica
- Constipação
- Fotosensibilidade
- Sonolência
- Alterações hematológicas (neutropenia)

Raramente (<0.1%)
- Anemia megaloblástica
- Eritema multiforme
- Hipoglicemia
- Hepatite
- Cristaluria
- Obstrução urinária
- Redução da acuidade mental
- Depressão
- Tremores
- Metahemoglobinemia
- Anemia aplástica
- Anemia hemolítica
- Hiponatremia
- Púrpura
- Eosinofilia
- Agranulocitose
- Doença do soro
- Anafilaxia
- Miocardite alérgica
- Angioedema
- Febre farmacológica
- Poliarterite nodosa
- Necrose hepática
- Mielosupressão
- Hemólise
- Síndrome de Stevens-Johnson*
- Necrólise epidérmica tóxica
- Ataxia
- Doença associada ao Clostridium difficile
- Colite pseudomembranosa
- Nefrite Intersticial

## Contraindicações
Hipersensibilidade conhecida à trimetoprima, sulfonamidas ou outro ingrediente da formulação
Gravidez
Falência hepática severa, dano parenquimatoso marcado ou icterícia
Alterações hematológicas severas e porfiria
Insuficiência renal severa (Clearance de creatinina <15ml/min) onde medições repetidas das concentrações plasmaticas não podem ser executadas
Cotrimoxazol não deve ser administrado a neonatos durante as seis primeiras semanas, exceto para o tratamento/profilaxe de Pneumocystosis jiroveci (P. carinii) em crianças de pelo menos quatro semanas de idadade.